# Montezuma (Georgia)
Montezuma es una ciudad ubicada en el condado de Macon en el estado estadounidense de Georgia. En el año 2000 tenía una población de 3.999 habitantes.

## Geografía
Montezuma se encuentra ubicada en las coordenadas 32°18′10″N 84°1′38″O / 32.30278, -84.02722 (32.302789, -84.027352).
Según la Oficina del Censo, la localidad tiene un área total de 11,8 km² (4,6 mi²), de la cual 11,7 km² (4,5 mi²) es tierra y 0,1 km² (0 mi²) (0.90%) es agua.

## Demografía
Según la Oficina del Censo en 2000 los ingresos medios por hogar en la localidad eran de $23,022, y los ingresos medios por familia eran $27,469. Los hombres tenían unos ingresos medios de $26,226 frente a los $16,995 para las mujeres. La renta per cápita para la localidad era de $12,168. 